# Communauté de communes du Bernstein et de l’Ungersberg
Die Communauté de communes du Bernstein et de l’Ungersberg ist ein ehemaliger Gemeindeverband im Elsass in Frankreich. Die Organisation wurde am 20. Dezember 1993 gegründet. Sie löste damals den 1973 gegründeten Verband Syndicat intercommunal à vocations multiples (SIVOM) du Bernstein et de l’Ungersberg ab.
Der Gemeindeverband wurde mit Wirkung vom 1. Januar 2013 in die Communauté de communes Barr-Bernstein integriert und somit aufgelöst.

## Blasonierung
Die Communauté de communes trägt dasselbe Wappen wie Dambach-la-Ville.

## Mitgliedsgemeinden
- Bernardvillé
- Blienschwiller
- Dambach-la-Ville
- Epfig
- Itterswiller
- Nothalten
- Reichsfeld

Dambach-la-Ville und Epfig stellen je vier Delegierte. Die anderen Gemeinden sind mit je zwei Delegierten vertreten.